# Zmarli w marcu 2019

## Marzec 2019
- 31 marca
  - Mike Flaherty – amerykański basista[1]
  - Jan Bohdan Gliński – polski lekarz, żołnierz podziemia niepodległościowego w czasie II wojny światowej, kawaler orderów[2][3]
  - Corrado Hérin – włoski saneczkarz i kolarz górski[4]
  - Nipsey Hussle – amerykański raper[5]
  - Grażyna Petryszak – polska malarka i działaczka kulturalna[6]
  - Hedi Turki – tunezyjski malarz, pochodzenia tureckiego[7]
- 30 marca
  - Billy Adams – amerykański muzyk R&B[8]
  - Paloma Cela – hiszpańska aktorka[9]
  - Ron Elvidge – nowozelandzki rugbysta[10]
  - Zdzisław Tadeusz Łączkowski – polski poeta, prozaik, krytyk literacki, eseista, publicysta i dziennikarz[11]
  - Tania Mallet – angielska aktorka i modelka[12]
  - Robert Mirzyński – polski dziennikarz i animator kultury[13]
  - Koblan Musin – kazachski wokalista i kompozytor[14]
  - Jerzy Pszenny – polski kapitan żeglugi wielkiej, dowódca największych polskich liniowców transatlantyckich[15]
  - Michele Russo – włoski duchowny katolicki, biskup[16]
  - Nevil Schoenmakers – holenderski hodowca konopi pochodzenia australijskiego, twórca pierwszego banku nasion marihuany[17]
  - Halina Wiśniewska-Międzik – polska aktorka[18]
  - Tadeusz Wolski – polski farmaceuta, prof. dr hab.[19]
- 29 marca
  - Dobrica Erić(inne języki) – serbski poeta i pisarz[20]
  - Akvinas Gabura – słowacki duchowny katolicki, dominikanin, organizator życia religijnego, ofiara represji komunistycznych w okresie ČSR[21]
  - Mysherefe Llozana – macedońska aktorka, pochodzenia albańskiego[22]
  - Andriej Mielniczuk – rosyjski archeolog i historyk[23]
  - Shane Rimmer – kanadyjski aktor i scenarzysta[24]
  - Zbigniew Szmigiel – polski sędzia bokserski[25]
  - Agnès Varda – francuska fotografka i reżyserka filmowa, przedstawicielka francuskiej nowej fali[26]
  - Ed Westcott – amerykański fotografik[27]
- 28 marca
  - Mirosław Baraniak – polski lekkoatleta, oszczepnik[28]
  - Steven Fitzpatrick – brytyjski wokalista rockowy[29]
  - Bogdan Gagić – chorwacki kompozytor, pianista, pedagog muzyczny[30]
  - Koji Nakanishi – amerykański chemik, pochodzenia japońskiego[31]
  - Siergiej Podgorcew – rosyjski hokeista[32]
  - Kevin Randall – angielski piłkarz i trener[33]
  - Damir Salimov – uzbecki reżyser filmowy[34]
  - Jon Skolmen – norweski aktor i komik[35]
  - Marian Zawiła – polska architekt[36]
- 27 marca
  - Friedrich Achleitner(inne języki) – austriacki poeta[37]
  - Ashitha(inne języki) – indyjska pisarka[38]
  - Joe Bellino – amerykański futbolista[39]
  - Walerij Bykowski – rosyjski kosmonauta[40]
  - Zinaida Cesarenko – ukraińska aktorka[41]
  - Stanisław Dąbrowa-Kostka – polski żołnierz podziemia niepodległościowego w czasie II wojny światowej oraz powojennego podziemia antykomunistycznego, pisarz[42]
  - Jan Dydak – polski bokser, medalista olimpijski[43]
  - Stephen Fitzpatrick – angielski wokalista i gitarzysta, członek zespołu Her’s[44]
  - Gilbert Gross – francuski przedsiębiorca[45][46]
  - Jan Kobylański – polski więzień niemieckich obozów koncentracyjnych, działacz polonijny, przedsiębiorca i dyplomata[47]
  - Audun Laading – norweski wokalista i gitarzysta basowy, członek zespołu Her’s[44]
  - Tadeusz Pawlik – polski duchowny katolicki, misjonarz i publicysta[48]
  - John Permal – pakistański lekkoatleta[49]
  - Vera Urumi – albańska aktorka[50]
- 26 marca
  - Michel Bacos – francuski pilot, kawaler orderów[51]
  - Ted Burgin – angielski piłkarz i działacz sportowy[52]
  - Paul Dawkins – amerykański koszykarz[53]
  - Javier Miranda Martínez – hiszpański działacz sportowy, prezes klubu Atletico Osasuna (1998–2002)[54]
  - Bronco McLoughlin – irlandzki aktor, kaskader, treser zwierząt[55]
  - Nodar Mgaloblishvili – gruziński aktor[56]
  - Daniel Nekonečný – czeski piosenkarz i tancerz[57]
  - Jenny Pagliaro – amerykańska wokalistka, członkini zespołu Roses and Cigarettes[58][59]
  - Isidro Sala Ribera – hiszpański duchowny katolicki, biskup[60]
  - Ranking Roger – brytyjski muzyk, wokalista zespołu The Beat[61]
  - Heinz Winbeck – niemiecki kompozytor[62]
- 25 marca
  - Erekle Badurashvili – gruziński reżyser filmowy[potrzebny przypis]
  - Josef Hampl – czeski artysta[63]
  - Peter J. Klassen – amerykański historyk, profesor Uniwersytetu Stanu Kalifornia, znawca dziejów Reformacji i mennonityzmu[64]
  - Witalij Korobow – rosyjski malarz[65]
  - Michel Lamothe – francuski gitarzysta[66]
  - Gerard Nowak – polski działacz kulturalny[67][68][69]
  - Gabriel Okara(inne języki) – nigeryjski poeta i pisarz[70]
  - Sofía Rocha – peruwiańska aktorka[71]
  - Sydel Silverman – amerykańska antropolog[72]
  - Stylian (Harkianakis) – grecki duchowny prawosławny, arcybiskup Australii[73]
- 24 marca
  - Marian Cebulski – polski aktor[74]
  - Pancracio Celdrán – hiszpański dziennikarz, pisarz i historyk[75]
  - Laktemir Dztijew – rosyjski aktor, pochodzenia osetyjskiego[76]
  - Nancy Gates – amerykańska aktorka[77]
  - Ensio Hyytiä – fiński skoczek narciarski[78]
  - Mieczysław Inglot – polski historyk literatury, prof. zw. dr hab.[79][80]
  - Maria Kabacińska-Frančić – polska działaczka społeczna i kombatancka[81]
  - Lech Zbigniew Kubiak – polski dyplomata, ambasador[82]
  - Małgorzata Lachowicz-Murawska – polska samorządowiec i działaczka kulturalna, starosta nowosolski (2006–2011)[83]
  - Julia Lockwood – angielska aktorka[84]
  - Krzysztof Nowikow – polski kompozytor, autor muzyki do spektakli teatralnych i baletowych[85][86]
  - Joseph Pilato – amerykański aktor[87]
  - Elena Wołkowa – łotewska rzeźbiarka[88]
- 23 marca
  - Claude Besson – francuski pieśniarz[89]
  - Lina Cheryazova – uzbecka narciarka dowolna[90]
  - Larry Cohen – amerykański scenarzysta, reżyser i producent filmowy[91]
  - Denise Dubarry – amerykańska aktorka[92]
  - Rafi Etan – izraelski polityk, agent Mosadu[93][94]
  - Dagmara Falk – polska slawistka zamieszkała w Szwecji, Honorowa Obywatelka Suwałk[95][96]
  - Maria Iwaszkiewicz – polska pisarka, felietonistka i dziennikarka[97]
  - Ali Mema – albański piłkarz i trener[98]
  - Domingos Oliveira – brazylijski aktor, scenarzysta i reżyser filmowy[99]
  - Shahnaz Rahmatullah – bengalska piosenkarka[100]
- 22 marca
  - Frans Andriessen – holenderski polityk i prawnik, członek Komisji Europejskiej[101]
  - Dino De Antoni – włoski duchowny katolicki, arcybiskup[102]
  - Zdzisław Błoński – polski poeta[103]
  - Walentina Dworianinowa – rosyjska piosenkarka estradowa[104]
  - Helena Gładkowska – polska dziennikarka działająca na Litwie[105]
  - Stefka Kuszlewa – bułgarska piosenkarka i kompozytorka[106]
  - Art Mazmanian – amerykański baseballista i trener[107]
  - Jacek Osiński – polski pilot samolotowy i szybowcowy[108]
  - Ludmiła Pałatnik-Kubica – polska tancerka baletowa[109][110][111]
  - Bogusław Przeklasa – polski duchowny katolicki, w latach 2000–2013 dyrektor Katolickiego Radia Via[112][113]
  - Maciej Rajecki – polski trener koszykówki[114]
  - Scott Walker – amerykański wokalista i instrumentalista, lider grupy The Walker Brothers[115]
- 21 marca
  - Józef Bergier – polski teoretyk sportu, prof. dr hab., trener, wykładowca akademicki i polityk, poseł na Sejm III kadencji, senator VII kadencji[116]
  - Anna Maria Cànopi – włoska benedyktynka, autorka książek z dziedziny duchowości[117]
  - Zbigniew Frieman – polski altowiolista, dyrygent, kameralista, pedagog i organizator życia muzycznego[118]
  - Janusz Greger – polski biochemik, prof. dr hab. n. med.[119][120]
  - Jurij Grigoriew – rosyjski architekt[121]
  - Andrzej Kaucz – polski prawnik i prokurator[122]
  - Janusz Krzyżanowski – polski uczestnik II wojny światowej, pułkownik WP w stanie spoczynku, działacz kombatancki i emigracyjny[123]
  - Krzysztof Milczanowski – polski pianista i pedagog[124]
  - Tomislav Perazić – bośniacki malarz, pochodzenia czarnogórskiego[125]
  - Francis Anthony Quinn – amerykański duchowny katolicki, biskup[126]
  - Haku Shah – indyjski artysta i antropolog[127]
  - Jerzy Światkowski – polski działacz harcerski[128]
  - Paul Kouassivi Vieira – beniński duchowny katolicki, biskup[129]
  - Piotr Zajczenko – rosyjski aktor[130]
  - Margarita Żarowa – rosyjska aktorka[131]
- 20 marca
  - Joseph Adamec – amerykański duchowny katolicki pochodzenia słowackiego, biskup[132]
  - Anatolij Adoskin – rosyjski aktor[133]
  - Barbara Bargiełowska – polska aktorka[134]
  - Linda Gregg(inne języki) – amerykańska poetka[135]
  - Randy Jackson – amerykański baseballista[136]
  - Donald Kalpokas – vanuacki polityk, premier Vanuatu w latach 1991 oraz 1998–1999[137]
  - Qerim Mata – albański reżyser filmowy[138]
  - Teresa Mellerowicz-Gella – polska malarka i graficzka[139][140]
  - Terje Nilsen – norweski piosenkarz[141]
  - Keyvan Vahdani – irański piłkarz[142]
  - Jerzy Zakrzewski – polski działacz konspiracji w czasie II wojny światowej oraz powojenny działacz kombatancki, kawaler orderów[143]
- 19 marca
  - Siergiej Bałaszow – rosyjski śpiewak operowy, tenor[144]
  - Arthur Bartman – południowoafrykański piłkarz[145]
  - Marlen Chucyjew – gruziński aktor, reżyser i scenarzysta filmowy[146]
  - Thanasis Giannakopulos – grecki przedsiębiorca i działacz sportowy[147]
  - Leszek Gomółka – polski działacz społeczny związany z Towarzystwem Przyjaciół Dzieci[148][149]
  - Maurílio de Gouveia – portugalski duchowny katolicki, arcybiskup[150]
  - Maria Aleksandra Kalina – polska specjalistka w zakresie pediatrii, genetyki klinicznej, endokrynologii dziecięcej i diabetologii dziecięcej, dr hab. n. med.[151][152]
  - Fryderyk Szendera – polski muzealnik[153][154]
  - Ümit Yesin – turecki aktor[155]
- 18 marca
  - Shyqyri Alushi – albański piosenkarz[156]
  - Anna Maria Borowska – polska dziennikarka[157][158]
  - Jerrie Cobb – amerykańska pilotka[159]
  - Jerzy Daroszewski – polski lekarz, podpułkownik WP w stanie spoczynku, propagator honorowego krwiodawstwa i działacz PCK[160]
  - Leif Henriksson – szwedzki hokeista[161]
  - Aniela Kamińska-Jacquemart – polska kajakarka[162]
  - Jan Klimecki – polski poeta[163]
  - Jerzy Kopel – polski socjolog, profesor nadzwyczajny i rektor Wyższej Szkoły Humanitas w Sosnowcu[164][165][166][167]
  - Radojica Kuzmanović – serbski tancerz i choreograf[168]
  - Franciszek Misiąg – polski ekonomista, prof. dr hab.[169]
  - Ryszard Panfil – polski specjalista w zakresie teorii gier sportowych, prof. dr hab.[170][171]
  - Kenneth To – australijski pływak[172]
- 17 marca
  - Ulf Bengtsson – szwedzki tenisista stołowy[173]
  - John Carl Buechler – amerykański aktor, reżyser, scenarzysta i charakteryzator filmowy[174]
  - Bill Burlison – amerykański polityk, członek Izby Reprezentantów w latach 1969-1981[175]
  - Mario Marenco – włoski aktor[176]
  - João Carlos Marinho(inne języki) – brazylijski pisarz[177]
  - Richie Ryan – irlandzki polityk i prawnik, parlamentarzysta, minister finansów i służb publicznych (1973–1977)[178]
  - Edward Szostak – polski działacz harcerski i kombatancki, pisarz, żołnierze powojennego podziemia antykomunistycznego[179]
  - Bernie Tormé – irlandzki wokalista, gitarzysta i kompozytor[180]
  - Andre Williams – amerykański piosenkarz, autor piosenek i producent nagrań[181]
- 16 marca
  - Dick Dale – amerykański gitarzysta rockowy[182]
  - Richard Erdman – amerykański aktor[183][184]
  - Barbara Hammer – amerykańska feministka, filmowiec[185]
  - Grzegorz Ilka – polski działacz opozycji antykomunistycznej[186]
  - Yann-Fañch Kemener – francuski pieśniarz[187]
  - Alan Krueger – amerykański ekonomista[188]
  - Muhammad Mahmud wuld Luli – mauretański generał, polityk, prezydent Mauretanii w latach 1979–1980[189]
  - Julija Naczałowa – rosyjska piosenkarka, aktorka i osobowość telewizyjna[190]
  - David White – amerykański piosenkarz, autor piosenek, producent nagrań[191]
- 15 marca
  - Luca Alinari – włoski malarz[192]
  - Atta Elayyan – nowozelandzki futbolista[193]
  - John Wesley Jones – amerykański lekkoatleta sprinter, mistrz olimpijski w Montrealu z 1976, futbolista[194]
  - Wiesław Kilian – polski polityk, pracownik samorządowy, poseł na Sejm V i VI kadencji, senator VIII i IX kadencji[195]
  - Halina Kowalewska-Mikosa – polska piosenkarka, redaktorka audycji Polskiego Radia[196]
  - Günther Lohre – niemiecki lekkoatleta, tyczkarz[197]
  - W.S. Merwin – amerykański poeta, laureat Nagrody Pulitzera[198]
  - Dominique Noguez(inne języki) – francuski pisarz[199]
  - Jean-Pierre Richard – francuski literaturoznawca, krytyk literacki[200]
  - Gerhard Skiba – austriacki polityk[201]
  - Stefania Skwirowska – polska bibliotekarka i bibliografka, uczestniczka powstania warszawskiego[202]
  - Robert Troć – polski naukowiec, fizykochemik, wieloletni pracownik Instytutu Niskich Temperatur i Badań Strukturalnych[203]
  - Mirabror Usmonov – uzbecki działacz sportowy i polityk, prezydent Narodowego Komitetu Olimpijskiego Uzbekistanu (2013–2017)[204]
- 14 marca
  - Birch Bayh – amerykański polityk[205][206]
  - Leon Birn – polski ortopeda, autor podręczników, dr med.[207][208]
  - Sabit Dallku – kosowski piłkarz[209]
  - Godfried Danneels – belgijski duchowny katolicki, kardynał[210]
  - Paul Hutchins – brytyjski tenisista[211]
  - Eryk Infeld – polski fizyk, prof. dr hab.[212][213]
  - Tomasz Kosiada – polski waterpolista[214]
  - Władimir Kurdow – rosyjski malarz i rzeźbiarz[215]
  - Pat Laffan – irlandzki aktor[216]
  - Ralph Metzner – amerykański psycholog pochodzenia niemieckiego[217]
  - Ilona Novák – węgierska pływaczka[218]
  - Ján Patarák(inne języki) – słowacki pisarz, dziennikarz i scenarzysta[219]
  - Stanisław Przerembel – polski specjalista w zakresie elektrotechniki, dr hab. inż.[220][221]
  - Charlie Whiting – dyrektor Formuły 1[222]
  - Marcel (Wietrow) – rosyjski duchowny prawosławny, biskup[223]
  - Andrzej Ziabicki – polski fizykochemik, profesor nauk technicznych[224]
  - Stanislav Zindulka – czeski aktor[225]
- 13 marca
  - Keith Butler – brytyjski kolarz[226]
  - Frank Cali – amerykański gangster[227]
  - Renato Cipollini – włoski piłkarz i działacz sportowy[228]
  - Zofia Czerwińska – polska aktorka[229]
  - Beril Dedeoğlu – turecka polityk, w 2015 minister ds. integracji europejskiej Turcji[230]
  - Zagorka Golubović – serbska filozof i socjolog[231]
  - Harry Hughes – amerykański polityk[232]
  - Vasilije Jordan – chorwacki malarz[233]
  - Jerzy Kalibabka – polski przestępca-uwodziciel[234]
  - Jurij Kapetanaki – rosyjski pianista i muzyk jazzowy[235]
  - Areg Nazarjan – ormiański muzyk rockowy[236]
  - Joseph Hanson Kwabena Nketia – ghański etnomuzykolog i kompozytor[237]
  - Walerij Potanin – rosyjski aktor i reżyser[238]
  - Zenon Sarbak – polski chemik, prof. dr hab.[239][240]
  - Jerzy Wojsym-Antoniewicz – polski uczestnik II wojny światowej, podpułkownik WP w stanie spoczynku, kawaler orderów[241]
- 12 marca
  - José Alzuet – hiszpański malarz, ceramik[242]
  - Věra Bílá – czeska piosenkarka[243]
  - Ryszard Kołodziejczyk – polski historyk, prof. dr hab.[244]
  - Wadim Kononow – rosyjski malarz[245]
  - Leopold Kozłowski-Kleinman – polski pianista, kompozytor i dyrygent[246]
  - Józef Myjak – polski matematyk, prof. dr hab.[247][248]
  - Sebastian Podkościelny – polski dziennikarz[249]
  - John Richardson – brytyjski historyk sztuki[250][251]
  - Marjorie Weinman Sharmat(inne języki) – amerykańska autorka literatury dziecięcej[252]
  - Speros Vryonis – amerykański historyk, pochodzenia greckiego[253]
- 11 marca
  - Jona Atari – izraelska aktorka i piosenkarka[254]
  - Hal Blaine – amerykański perkusista rockowy[255][256]
  - Martin Chirino – hiszpański rzeźbiarz[257]
  - Coutinho – brazylijski piłkarz, reprezentant kraju[258]
  - Demétrius – brazylijski piosenkarz i kompozytor[259]
  - Josef Feistmantl – austriacki saneczkarz[260]
  - Viktor Kçira – albański koszykarz i trener koszykówki[261]
  - Danny Kustow – angielski gitarzysta, członek zespołu Tom Robinson Band[262]
  - Sylwester Nowak – polski psycholog, pedagog i działacz społeczny, kawaler Orderu Uśmiechu[263]
  - Wanda Popiak – polski filolog klasyczny, prof. dr hab.[264]
  - Ireneusz Weiss – polski prawnik, profesor Uniwersytetu Jagiellońskiego[265]
- 10 marca
  - Asa Brebner – amerykański muzyk i wokalista[266]
  - Raven Grimassi – amerykański pisarz[267]
  - İrsen Küçük – północnocypryjski polityk, premier Cypru Północnego w latach 2010–2013[268]
  - Angus Sinclair – szkocki seryjny morderca[269]
  - Alekos Spanudakis – grecki koszykarz, reprezentant kraju[270]
  - Florian Staniewski – polski aktor, reżyser i pedagog[271][272]
  - Al Silverman – amerykański dziennikarz sportowy i autor książek o tejże tematyce[273]
  - Sebastiano Tusa – włoski archeolog[274]
  - René Valero – amerykański duchowny katolicki, biskup[275]
  - Andrzej Wirth – polski teatrolog, krytyk teatralny, tłumacz, prekursor teatrologii praktycznej[276]
  - Slobodan Žunjić – serbski filozof[277]
- 9 marca
  - Jed Allan – amerykański aktor[278]
  - Andrej Barbieri – chorwacki szef kuchni i osobowość telewizyjna[279]
  - Bernard Binlin Dadié – iworyjski pisarz, działacz społeczno-kulturalny[280]
  - Władimir Etusz – rosyjski aktor[potrzebny przypis]
  - Patrick Grandperret – francuski reżyser i scenarzysta[281]
  - Harry Howell – kanadyjski hokeista[282]
  - Jadwiga Janus – polska rzeźbiarka i autorka instalacji[283]
  - Tadeusz Machela – polski muzyk, piosenkarz i kompozytor[284][285][286][287]
  - Albert Marenčin – słowacki dramaturg i scenarzysta[288]
- 8 marca
  - Wojciech Adamczak – polski specjalista w zakresie prawa morskiego, dr hab.[289][290]
  - Raoul Barrière – francuski rugbysta, reprezentant kraju[291]
  - Kelly Catlin – amerykańska kolarka torowa i szosowa[292]
  - Michael Gielen – austriacki dyrygent, kompozytor[293][294]
  - Jurij Kraskow – rosyjski śpiewak operowy[295][296]
  - Mesrob II Mutafian – ormiański patriarcha Konstantynopola[297]
  - Ireneusz Pierzgalski – polski malarz, grafik i fotograf[298][299][300][301]
  - Eugeniusz Skrzymowski – polski inżynier i profesor Politechniki Szczecińskiej, specjalista budowy statków[302]
  - Cho Yang-ho – południowokoreański przedsiębiorca, prezes Korean Air[303]
- 7 marca
  - Pino Caruso – włoski aktor[304]
  - Giennadij Chartaganow – rosyjski rzeźbiarz[305]
  - Guillaume Faye – francuski polityk, dziennikarz, pisarz[306]
  - Ralph Hall – amerykański polityk, członek Izby Reprezentantów Stanów Zjednoczonych[307][308]
  - Patrick Lane – kanadyjski poeta[309]
  - Carmine Persico – amerykański przestępca, boss mafijny[310]
  - Barbara Piotrowska-Dubik – polska uczestniczka II wojny światowej, autorka wspomnień[311]
  - Włodzimierz Pomianowski – polski reżyser filmów dokumentalnych[312]
  - Lucyna Tych – polska historyk, reżyser teatralna i telewizyjna[313]
  - Jakub Ryszard Włodarczyk – polski żołnierz podziemia niepodległościowego w czasie II wojny światowej oraz powojennego podziemia antykomunistycznego, kawaler orderów[314]
  - Nasima Ziganszina – rosyjska aktorka, pochodzenia tatarskiego[315]
- 6 marca
  - Mieczysław Dachowski – polski generał[316]
  - James Dapogny – amerykański muzykolog, pianista jazzowy i lider zespołu[317]
  - Magenta Devine – brytyjska prezenterka telewizyjna i dziennikarka[318]
  - Dimityr Goczew – bułgarski prawnik, sędzia Europejskiego Trybunału Praw Człowieka[319]
  - Mike Grose – brytyjski muzyk rockowy, pierwszy basista zespołu Queen[320]
  - John Habgood – brytyjski duchowny anglikański, arcybiskup[321]
  - José Pedro Pérez-Llorca – hiszpański polityk, minister spraw zagranicznych Hiszpanii (1980–1982)[322]
  - Daniel Rudisha – kenijski lekkoatleta, sprinter[323]
  - Carolee Schneemann – amerykańska malarka, fotograf, performerka[324]
- 5 marca
  - Marian Balicki – polski duchowny katolicki, ksiądz prałat, poeta i publicysta[325]
  - Moris Farhi – turecki pisarz[326]
  - Andrzej Granas – polski matematyk, prof. dr hab.[327][328]
  - Jacques Loussier – francuski muzyk i kompozytor[329][330]
  - Andrzej Mateja – polski biegacz narciarski, ratownik górski, olimpijczyk z Cortiny d’Ampezzo 1956 i Squaw Valley 1960[331]
  - Ryszard Mikurda – polski działacz motoryzacyjny, dziennikarz, publicysta i regionalista[332]
  - Aleksandr Ożyganow(inne języki) – rosyjski poeta[333]
  - Doru Popovici – rumuński muzyk i kompozytor[334]
  - Abraham Stavans – meksykański aktor i reżyser[335]
- 4 marca
  - Eric Caldow – szkocki piłkarz[336]
  - Keith Flint – brytyjski muzyk, wokalista zespołu The Prodigy[337]
  - King Kong Bundy – amerykański wrestler, aktor i stand-upowiec[338]
  - Klaus Kinkel – niemiecki polityk i prawnik[339]
  - Jerzy Kubalańca – polski inżynier i publicysta[340]
  - Luke Perry – amerykański aktor[341]
  - Jean Starobinski – szwajcarski filozof, krytyk literacki[342]
  - Aleksandra Wojtkowiak – polski pilot samolotowy i szybowcowy, skoczek spadochronowy[343]
- 3 marca
  - Leo de Castro – nowozelandzki piosenkarz i gitarzysta[344]
  - Ger Cusack – irlandzki piosenkarz[345]
  - Bobbi Fiedler – amerykańska polityk, członkini Izby Reprezentantów (1981–1987)[346]
  - Martí Galindo – hiszpański aktor[347]
  - Peter Hurford – brytyjski organista i kompozytor[348]
  - Andrzej Kiełbasiński – polski matematyk, prof. dr hab.[349][350]
  - János Koós – węgierski piosenkarz i aktor[351]
  - Ted Lindsay – kanadyjski hokeista[352]
  - Milan Linzer – austriacki prawnik, polityk, eurodeputowany[353]
  - Karolina Ściegienny – polska malarka, rzeźbiarka, medalierka oraz projektantka witraży[354]
- 2 marca
  - Yannis Behrakis – grecki fotograf, laureat Nagrody Pritzkera[355]
  - David Held – brytyjski politolog[356]
  - Henryk Hudzik – polski matematyk[357]
  - Danuta Karcz-Jastrzębowska – polska dziennikarka i krytyczka filmowa[358][359]
  - Ehud Arye Laniado – belgijski miliarder pochodzenia żydowskiego, przedsiębiorca[360][361]
  - Andrzej Roman Małecki – polski pedagog i działacz społeczny, profesor Uniwersytetu Pedagogicznego im. KEN w Krakowie[362]
  - Ogden R. Reid – amerykański polityk[363]
  - Beatriz Taibo – argentyńska aktorka[364]
  - Rafael Torija de la Fuente – hiszpański duchowny katolicki, biskup[365]
  - Czesław Wawrzyniak – polski kontradmirał, szef WSI (1991–1992)[366]
- 1 marca
  - Żores Ałfiorow – rosyjski fizyk, laureat Nagrody Nobla (2000)[367]
  - Joseph Flummerfelt – amerykański dyrygent chóru[368]
  - Suren Harutiunian – ormiański polityk komunistyczny[369]
  - Zofia Jancewicz – polska anglistka, dr hab.[370][371]
  - Mirosława Krajewska-Stępień – polska aktorka i piosenkarka[372]
  - Małgorzata Leśniewska – polska aktorka[373]
  - Ludo Loos – belgijski kolarz[374]
  - Elly Mayday – kanadyjska modelka[375]
  - Eusebio Pedroza – panamski bokser[376][377]
  - Kevin Roche – irlandzki inżynier, architekt, laureat Nagrody Pritzkera[378][379]
  - Barbara Tudek – polski biolog, prof. dr hab.[380][381]
  - Janusz Wałkuski – polski geodeta i kartograf, publicysta[382]
  - Mike Willesee – australijski dziennikarz i prezenter telewizyjny[383]

data dzienna nieznana
- Tadeusz Ciałowicz – polski grafik i projektant[384]
- Stanisław Ignaczak – polski koszykarz[385]
- Mikołaj Matyska – polski perkusista, członek zespołu Abraxas[386][387]
- Agnieszka Mieleszkiewicz – polska reporterka[388]
- Julianna Pawlak – polska twórczyni ludowa, laureatka Nagrody im. Oskara Kolberga[389][390]
- Anna Proszkowska – polska aktorka, reżyserka i wykładowczyni akademicka[391][392]
- Bożena Raszeja-Wanic – polska specjalista chorób wewnętrznych, prof. dr hab. n. med.[393][394]
- Anatolijus Šenderovas – litewski kompozytor[395]
- Wiesław Wątroba – polski malarz[396][397]
- Julian Zawadzki – polski działacz opozycji w okresie PRL[398]